# 1. liga 2014-2015
La 1. liga 2014-2015 è stata la 22ª edizione del massimo campionato ceco di calcio. La stagione è iniziata il 25 luglio 2014 ed è terminata il 23 maggio 2015.

## Formula
Le 16 squadre iscritte si affrontano in un girone di andata e ritorno, per un totale di 30 giornate.
Da quest'anno, grazie alla maggiore Ranking UEFA, sia la squadra campione della Repubblica Ceca che la seconda classificata sono ammesse al terzo turno di qualificazione della UEFA Champions League 2015-2016.
La terza e la quarta classificate sono ammesse rispettivamente al terzo e al secondo turno di qualificazione della UEFA Europa League 2015-2016.
Le ultime due classificate retrocedono direttamente in Druhá liga.

## Squadre partecipanti
| Club               | Stagione | Città              | Stadio                           | Stagione 2013-2014             |
| ------------------ | -------- | ------------------ | -------------------------------- | ------------------------------ |
| Baník Ostrava      | dettagli | Ostrava            | Bazaly                           | 10º posto in 1. liga           |
| Dukla Praga        | dettagli | Praga              | Stadio Juliska                   | 7º posto in 1. liga            |
| Bohemians 1905     | dettagli | Praga              | Stadio Ďolíček                   | 13º posto in 1. liga           |
| Dyn. Č. Budějovice | dettagli | Znojmo             | Městský park                     | 1º posto in Druhá liga         |
| Hradec Králové     | dettagli | Olomouc            | Andrův stadion                   | 2º posto in Druhá liga         |
| Jablonec           | dettagli | Jablonec nad Nisou | Chance Arena                     | 11º posto in 1. liga           |
| Mladá Boleslav     | dettagli | Mladá Boleslav     | Stadio Municipale                | 3º posto in 1. liga            |
| Příbram            | dettagli | Příbram            | Na Litavce                       | 12º posto in 1. liga           |
| Slavia Praga       | dettagli | Praga              | Eden Aréna                       | 14º posto in 1. liga           |
| Slovácko           | dettagli | Uherské Hradiště   | Stadio Miroslav Valenty          | 6º posto in 1. liga            |
| Slovan Liberec     | dettagli | Liberec            | Stadion u Nisy                   | 4º posto in 1. liga            |
| Sparta Praga       | dettagli | Praga              | Generali Arena                   | Campione della Repubblica Ceca |
| Teplice            | dettagli | Teplice            | Na Stínadlech                    | 5º posto in 1. liga            |
| Viktoria Plzeň     | dettagli | Plzeň              | Stadio Municipale                | 2º posto in 1. liga            |
| Vysočina Jihlava   | dettagli | Jihlava            | Stadion v Jiráskově ulici        | 10º posto in 1. liga           |
| Zbrojovka Brno     | dettagli | Brno               | Městský fotbalový stadion Srbská | 9º posto in 1. liga            |

## Classifica finale
|                      | Pos. | Squadra            | Pt | G  | V  | N  | P  | GF | GS | DR  |
| -------------------- | ---- | ------------------ | -- | -- | -- | -- | -- | -- | -- | --- |
| Rep. Ceca (bandiera) | 1.   | Viktoria Plzeň     | 72 | 30 | 23 | 3  | 4  | 70 | 24 | +46 |
|                      | 2.   | Sparta Praga       | 67 | 30 | 21 | 4  | 5  | 57 | 20 | +37 |
|                      | 3.   | Jablonec           | 64 | 30 | 19 | 7  | 4  | 58 | 22 | +36 |
|                      | 4.   | Mladá Boleslav     | 46 | 30 | 13 | 7  | 10 | 43 | 34 | +9  |
|                      | 5.   | Příbram            | 43 | 30 | 12 | 7  | 11 | 40 | 45 | -5  |
|                      | 6.   | Dukla Praga        | 41 | 30 | 11 | 8  | 11 | 34 | 40 | -6  |
|                      | 7.   | Teplice            | 38 | 30 | 9  | 11 | 10 | 41 | 37 | +4  |
|                      | 8.   | Bohemians 1905     | 38 | 30 | 10 | 8  | 12 | 35 | 41 | -6  |
|                      | 9.   | Slovácko           | 37 | 30 | 10 | 7  | 13 | 43 | 46 | -3  |
|                      | 10.  | Vysočina Jihlava   | 36 | 30 | 10 | 6  | 14 | 33 | 38 | -5  |
|                      | 11.  | Slavia Praga       | 34 | 30 | 9  | 7  | 14 | 40 | 45 | -5  |
|                      | 12.  | Slovan Liberec     | 33 | 30 | 7  | 12 | 11 | 39 | 43 | -4  |
|                      | 13.  | Baník Ostrava      | 33 | 30 | 8  | 9  | 13 | 23 | 41 | -18 |
|                      | 14.  | Zbrojovka Brno     | 33 | 30 | 9  | 12 | 15 | 34 | 45 | -11 |
|                      | 15.  | Hradec Králové     | 25 | 30 | 6  | 7  | 17 | 26 | 52 | -26 |
|                      | 16.  | Dyn. Č. Budějovice | 22 | 30 | 5  | 7  | 18 | 29 | 72 | -43 |

Legenda:
      Campione della Repubblica Ceca e ammessa alla UEFA Champions League 2015-2016
      Ammessa alla UEFA Champions League 2015-2016
      Ammesse alla UEFA Europa League 2015-2016
      Retrocesse in Druhá liga 2015-2016

## Statistiche

### Classifica marcatori
| Gol |  |  | Giocatore        | Squadra        |
| --- |  |  | ---------------- | -------------- |
| 20  |  |  | David Lafata     | Sparta Praga   |
| 19  |  |  | Milan Škoda      | Slavia Praga   |
| 16  |  |  | Libor Došek      | Slovácko       |
| 12  |  |  | Ajdin Mahmutović | Teplice        |
| 12  |  |  | Josef Šural      | Slovan Liberec |
| 11  |  |  | Filip Novák      | Jablonec       |
| 11  |  |  | Daniel Kolář     | Viktoria Plzeň |
| 10  |  |  | Bořek Dočkal     | Sparta Praga   |
| 10  |  |  | Tomáš Wágner     | Teplice        |

## Verdetti
- Campione della Repubblica Ceca: Viktoria Plzeň
- In UEFA Champions League 2015-2016: Sparta Praga
- In UEFA Europa League 2015-2016: Jablonec, Mladá Boleslav e Slovan Liberec
- Retrocesse in Druhá liga: Hradec Králové e Dyn. Č. Budějovice